# Джим Рос
Джеймс Уилям Рос „Джим“ (роден на 3 януари 1952 г.) е професионален коментатор, съдия, ресторантьор, от време на време кечист и бивш изпълнителен директор на фирмата на WWE.
Работи като коментатор в шоуто WWE NXT и като консултант. Рос е приет в Залата на славата на WWE през 2007 г. и е смятан за един от най-големите коментатори в историята на Световна федерация по кеч през 2011 година Джим Рос имаше вражда срещу Майкъл Коул за мястото на коментатор в Първична сила.
- Интро песни
  - Boomer Sooner By The Pride Of Oklahoma '98

## Титли и отличия
- Cauliflower Alley Club
  - Art Abrams Lifetime Achievement Award (2010)

- Про Kеч (Pro Wrestling Illustrated)
  - Stanley Weston Award (2002)

- World Wrestling Entertainment
  - WWE Hall Of Fame 2007
  - Слами награда за кажи ми че не го видях момент на годината (2011) танцува по-добре от коул на Майкъл Коул Предизвикателство

- Wrestling Observer Newsletter
  - Best Television Announcer (1988 – 1993, 1998 – 2001, 2006 – 2007, 2009)
  - Most Disgusting Promotional Tactic (2011)
  - Worst Feud Of The Year (2005) срещу фамилия макмеън
  - Wrestling Observer Newsletter Hall of Fame (Class Of 1999)